# Karel Seeling
Karel Seeling (25. února 1812 Praha – 24. prosince 1884 Praha) byl rakouský právník a politik české národnosti z Čech, poslanec Českého zemského sněmu.

## Biografie
Vystudoval práva na Karlo-Ferdinandově univerzitě v Praze. Roku 1836 získal titul doktora práv. Byl advokátem v Praze. Zasedal v městské radě a ve sboru obecních starších. Byl prezidentem spolku Malostranská beseda a smíchovského akciového pivovaru. Zastával funkci děkana kolegia doktorů práv.
V 60. letech se zapojil i do vysoké politiky. V zemských volbách v lednu 1867 byl zvolen na Český zemský sněm, kde zastupoval kurii městskou, obvod Praha-Malá Strana. V krátce poté vypsaných zemských volbách v březnu 1867 zvolen nebyl. Na sněm se vrátil v zemských volbách v roce 1870. Uspěl i v zemských volbách v roce 1872. Čeští poslanci tehdy praktikovali politiku pasivní rezistence, takže Seeling byl pro absenci zbaven mandátu. V doplňovacích volbách roku 1873 ovšem v tomto obvodu zvítězil německý kandidát.
Zemřel v prosinci 1884 po delší nemoci. Příčinou úmrtí bylo Hirnlähmung. Patřil tehdy mezi nejstarší pražské advokáty. Bylo mu 72 let.